# Jiřina Křížová
Jiřina Křížová (Jirkov, 1948. február 21. –) olimpiai ezüstérmes csehszlovák válogatott cseh gyeplabdázó.

## Pályafutása
54 alkalommal szerepelt a csehszlovák nemzeti csapatban és 11 gólt szerzett. Tagja volt az 1980-as moszkvai olimpián ezüstérmes csehszlovák válogatottnak. Az olimpiai után visszavonult az aktív sportolástól.

## Sikerei, díjai
- Olimpiai játékok
  - ezüstérmes: 1980, Moszkva